# Chalke

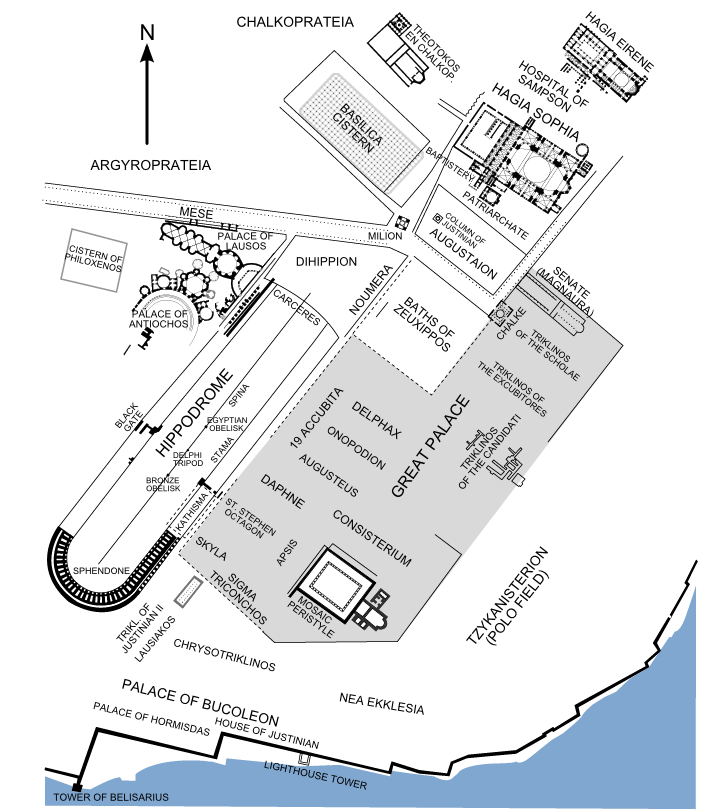
Mappa del cuore cerimoniale e amministrativo di Costantinopoli, che mostra la porta delle Chalke nel centro destra

La Porta della Chalke in greco antico: Χαλκῆ Πύλη?, Khalkê Pùle ("Porta di Bronzo") era l'accesso monumentale al Gran Palazzo di Costantinopoli.

## Storia della Chalkê
Affacciata sull'angolo sud dell'Augustaion, il principale foro della città, la Chalke prendeva il suo nome dai battenti bronzei del portale. Fu fatta costruire dall'architetto Eterio per volere dell'imperatore Anastasio I, che intendeva così celebrare la sua vittoria nella Guerra isaurica (492 – 497).
La porta fu danneggiata gravemente da un incendio durante la rivolta di Nika (532) e quindi restaurata da Giustiniano I che decorò con immagini rappresentanti i trionfi di Belisario su Vandali e Goti.
Sul portale campeggiava una figura del Cristo particolarmente venerata dalla popolazione. Nel 726 l'imperatore Leone III Isaurico ne ordinò la distruzione, quale simbolo della sua nuova politica iconoclasta, ma venne fermato dalla popolazione.
Agli inizi del X secolo nella parte superiore venne realizzata una cappella, poi sostituita da una chiesa triconca al tempo di Giovanni I Zimisce, per conservarvi alcune importanti reliquie.
Quando il centro principale del complesso palatino si trasferì nel settore meridionale, presso il palazzo del Bucoleon, la Chalke perse la sua funzione di principale accesso ai palazzi imperiali in favore della porta situata al disotto del Kathisma, la loggia imperiale affacciata sull'ippodromo.
Durante l'Impero ottomano servì come parte del serraglio, venendo demolita nel 1804.